# Phorelliosoma ambitiosum
Phorelliosoma ambitiosum är en tvåvingeart som beskrevs av Erich Martin Hering 1941. Phorelliosoma ambitiosum ingår i släktet Phorelliosoma och familjen borrflugor. Inga underarter finns listade i Catalogue of Life.